# بلو (مسلسل على الإنترنت)
'بلو (بالإنجليزية: Blue) من بنيات أفكار «رودريغو غارسيا» وبطولة «جوليا ستايلز». أذيعت الحلقة التجريبية في 11 يونيو 2012 لأول مرة على قناة ويجز على موقع يوتيوب؛ لكن بعد ذلك أذيع الموسم الثالث على هولو، وفوكس دوت كوم، وموقع ويجز الذي تكون من أربع حلقات طويلة تمتد لمدة 40-60 دقيقة، بدلاً من الحلقات الأقصر في موسمين السابقين.'
منذ إطلاقه حاز بلو على عدد من الجوائز منها ترشحه لجائزة ساتالايت عام 2013، وثلاث جوائز من الأكاديمية الدولية للبرامج التلفزيونية على شبكة الإنترنت وهي: أفضل مخرج - دراما 2014، وأفضل ممثلة - دراما في 2013 و2014.

## الحبكة
بلو (جوليا ستايلز) هي أم تعيش حياة سرية كبائعة هوى. وستفعل بلو أي شيء للعناية بابنها «جوش» (أوريا شيلتون)؛ لكن لماضيها خطط أخرى.

## فريق العمل

### الفريق الرئيسي
| الممثلون     | الشخصية | الحلقات | المواسم | المواسم | المواسم |
| الممثلون     | الشخصية | الحلقات | 1       | 2       | 3       |
| ------------ | ------- | ------- | ------- | ------- | ------- |
| جوليا ستايلز | بلو     | 40      | رئيسي   | رئيسي   | رئيسي   |
| أوريا شيلتون | جوش     | 24      | رئيسي   | رئيسي   | رئيسي   |

### إلى جانب
- بروكلين لوي في دور فرانشيسكا
- كاثلين كوينلان في دور جيسيكا
- كارلا جالو في دور روز
- جيمس مورسن في دور أولسين
- براين شورتال في دور ويل
- أليكسيز جونسون في دور ساتيا
- جاكوب فارجيس في دور روي
- جين ستايلز أوهارا في دور لارا
- إريك ستولتز في دور أرثر
- أمير أريسون في دور ليونارد
- ديفيد هاربر في دور كوبر
- تايلور نيكولز في دور بل
- روكي كارول في دور روبرت
- كيندال كاستر في دور ماي
- مايكل حياة في دور كلير
- دارين كاغاسوف في دور دارين
- تشاد ليندبرج في دور سام
- سارة ستويكر في دور هانت
- جويل ماكينون ميلر في دور السيد ويستون
- سارة بولسون في دو لافينيا
- لاورا سينسير في دور فانيسا
- مارك كونسولوس في دور دانيل
- واندا دي جيزز في دور سينثيا
- وليام بيترسن في دور ميتش
- سامنثا كوان في دور دانا
- ميشيل فوربس في دور ماريسا
- ريتشارد بادانو في دور ميك
- هولي روبنسون بيت في دور هولي
- كاسيدي بويد في دور أليسيا
- دارين هياميس في دور نيكولاس
- ماني خيمينيز الابن في دور إرنيستو
- جايسي جونزاليس في دور هاري
- جيمس جوردان في دور رافائيل
- توني بلانا في دور ستريبلنج
- جين تريبلهورن في دور فيرا

## البث التلفزيوني
بغرض إذاعة الحلقات على التلفزيون عدل المسلسل لتصبح مدة الحلقات عشر ساعات (أول ست ساعات منها عبارة عن تجميعات للعروض القصيرة)، ثم أذيعت الحلقات على شبكة لايف تايم الدولية (في بريطانيا وإفريقيا). تشير التواريخ المذكورة بالأسفر إلى أول بث لها في بريطانيا. في الولايات المتحدة أذيع المسلسل على لايف تايم موفيز في 8 يوليو 2016 تحت عنوان بلو: حياة سرية.
تحمل التجميعات اسماً هو في الحقيقة مقطع من حوار. وفي الحقيقة لم تتاح الحلقات على الإنترنت بنفس ترتيبها التي أذيعت به على التلفاز، كما لم تظهر جوليا ستايلز في حلقا الإنترنت وتم تغطيتها بنجمة. في الولايات المتحدة عرضت لايف تايم موفيز محتوى الموسم الثالث على خمس تجميعات وهي: «نادني فرانسين»، و«اخلع ملابسك»، و«تاريخ من القلق»، و«عميلك المفضل»، و«خيارات».
| رقم الحلقة | حلقة الإنترنت                | عنوان الحلقة                 | عنوان حلقة الإنترنت | المخرج                      | الكاتب                      | تاريخ البث   |
| ---------- | ---------------------------- | ---------------------------- | --- | --------------------------- | --------------------------- | ------------ |
| 1          | الموسم: 1, الحلقة:.1–6       | "قواعد زرقاء"                | "الأم" "الابن" "أنت الحكم" "هل كان يوماً طويلاً يا بلو؟" "أنتِ جيدة" "جاك السفاح"                                                                        | رودريجو جارسيا              | رودريجو جارسيا              | 2 مارس 2015  |
| 2          | الموسم: 1, الحلقة: 7–12      | "هل كذبت عليك من قبل؟"       | "الجنس مقابل المال" "فتاة مهذبة" "هذه هي مخدراتي" "التلميذة اللامعة" "أنت تكذب عليَّ أيضاً" "ارحم العجوز"                                                | رودريجو جارسيا              | رودريجو جارسيا              | 9 مارس 2015  |
| 3          | الموسم: 2, الحلقة: 1–7       | "من يربي طفلاً بهذه الطريقة؟" | "انظر، وافسح المجال لكي تُرى" "ما هذا الاسم؟ بلو!" "إنه مجرد عكاز" "كل شيء هو في الحقيقة اختبار" "كيف حالك؟" "الغراء وزيوت التشحيم" "واو!، واو!، واو!" | رودريجو جارسيا              | رودريجو جارسيا وكارين جارسي | 16 مارس 2015 |
| 4          | الموسم: 2, الحلقة: 8–13, 15  | "لقد كنا متحابين"            | "وحدي" "الحقيقة مؤلمة" "إذن رجل" "تصرف كأنك في بيتك" "تناضل العادات القديمة قبل أن تموت" "مضاعفة المعادلة"* "على عجل"                                 | رودريجو جارسيا              | رودريجو جارسيا وكارين جارسي | 23 مارس 2015 |
| 5          | الموسم: 2, الحلقة: 21, 16–20 | "ولد وسيم"                   | "المتوحشون" "أوقات صعبة" "التفاصيل" "لست مسخاً، أليس كذلك؟" "الوصول إلى لب الموضوع" "لا أطاردك"                                                        | رودريجو جارسيا              | رودريجو جارسيا وكارين جارسي | 30 مارس 2015 |
| 6          | الموسم: 2, الحلقة: 14, 22–26 | "من أين أنتي يا أمي؟"        | "هل أنتِ نظيفة؟" "تمثيل دور"* "الفوز مع" "إجابة مباشرة" "إن الخيارات تتراكم" "أين كنت؟"                                                                | رودريجو جارسيا              | رودريجو جارسيا وكارين جارسي | 6 إبريل 2015 |
| 7          | الموسم: 3, الحلقة: 1         | "نادني فرانسين"              | رودريجو جارسيا | رودريجو جارسيا              | 13 إبريل 2015               |              |
| 8          | الموسم: 3, الحلقة: 2         | "اصطدام الكواكب"             | رودريجو جارسيا | رودريجو جارسيا وكارين جارسي | 20 إبريل 2015               |              |
| 9          | الموسم: 3, الحلقة: 3         | "تاريخ من القلق"             | رودريجو جارسيا | رودريجو جارسيا              | 27 إبريل 2015               |              |
| 10         | الموسم: 3, الحلقة: 4         | "اجعليني بشعور جيد"          | رودريجو جارسيا | رودريجو جارسيا وكارين جارسي | 4 مايو 2015                 |              |

## الجوائز والترشحيات
| العام | الرابطة                                                        | الفئة                         | المرشحون                                                          | النتائج |
| ----- | -------------------------------------------------------------- | ----------------------------- | ----------------------------------------------------------------- | ------- |
| 2013  | جائزة ساتالايت                                                 | أفضل برنامج قصير              | بلو                                                               | رُشِّح     |
| 2014  | نقابة مخرجي الفن                                               | مسلسلات الإثارة القصيرة الحية | راشيل مايرز، وفيليب توولين، وكورت مايسنباخ (حلقة "الحقيقة مؤلمة") | رُشِّح     |
| 2014  | جائزة الأكاديمية الدولية للبرامج التلفزيونية على شبكة الإنترنت | أفضل مخرج - الدراما           | رودريجو جارسيا                                                    | فوز     |
| 2014  | جائزة الأكاديمية الدولية للبرامج التلفزيونية على شبكة الإنترنت | أفضل داء للإناث - الدراما     | جوليا ستايلز                                                      | فوز     |

## روابط خارجية
- بلو على موقع IMDb (الإنجليزية)
- بلو على موقع كينوبويسك (الروسية)
- بلو على موقع قاعدة بيانات الفيلم (الإنجليزية)

- قناة WIG  على يوتيوب
- الموقع الرسمي